# Volo Sempati Air 304
Il volo Sempati Air 304 era un volo passeggeri di linea nazionale da Giacarta a Bandung, in Indonesia. Il 17 luglio 1997, un Fokker F27 operante su tale rotta si schiantò nel quartiere densamente popolato di Margahayu, a Bandung, dopo aver subito un guasto al motore poco dopo il decollo. Nell'incidente persero la vita 28 dei 50 a bordo; molte persone a terra rimasero ferite.

## L'aereo
Il velivolo coinvolto nell'incidente era un Fokker F27 Friendship 600 costruito nel 1969 con un numero di serie di 10415, consegnato a Merpati Nusantara Airlines con marche PK-MHF nel 1974. Successivamente, venne ceduto a Trigana Air Service nel 1993 come PK-YPM, a Sempati Air nel gennaio 1995 e di nuovo a Trigana Air Service nell'agosto 1995.

## L'incidente
L'aereo partì dall'aeroporto Husein Sastranegara alle 11:46 WIB (04:46 UTC); ai comandi del Fokker c'era il pilota Bambang Rudy Santoso. Circa 3 minuti dopo il decollo, il motore sinistro del Fokker F27 si spense e iniziò a emettere un denso fumo. Il comandante contattò il controllore del traffico aereo dell'aeroporto di partenza, riferendo di voler atterrare sulla pista 13 della Sulaiman Airbase. Durante la procedura di atterraggio di emergenza, l'aereo colpì i tetti di alcune case di Margahayu, Bandung, e si schiantò in un campo fangoso provocando la morte di 28 persone e ferendone gravemente diverse a terra. La maggior parte delle vittime erano famiglie che viaggiavano per le vacanze scolastiche.

## Le indagini
Le indagini dell'Indonesian National Transportation Safety Committee appurarono che l'aeromobile aveva subito un guasto al motore sinistro; il pilota non riuscì a eseguire un'adeguata procedura di riattaccata e si schiantò nell'area residenziale densamente popolata di Margahayu.